# Doingt Communal Cemetery Extension
Le  Doingt Communal Cemetery Extension (Cimetière militaire de Doingt) est un cimetière militaire de la Première Guerre mondiale situé  sur le territoire de la commune de Doingt, dans le département de la Somme, au nord-est d'Amiens.

## Localisation
Ce cimetière est situé au bout de la Rue Vincent Joubaud qui longe l'église, au fond du cimetière communal.

## Histoire

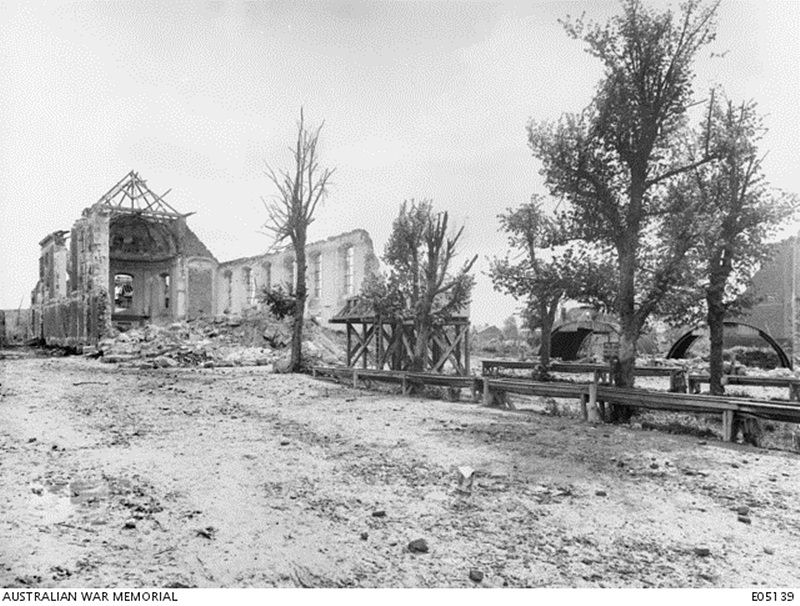
Ruines du village en 1919.

Aux mains des Allemands depuis le début de la guerre, Doingt a été capturé par la 5è division australienne le 5 septembre 1918. Le village, évacué de ses habitants,  a été complètement détruit dans les combats.
Au cours du même mois, des postes d'évacuation des blessés sont arrivés et le cimetière a été créé pour inhumer les soldats décédés des suites de leurs blessures.
L'extension du cimetière communal de Doingt contient 417 sépultures du Commonwealth de la Première Guerre mondiale, dont une seulement est non identifiée et deux sépultures de la Seconde Guerre mondiale.

## Caractéristiques
Ce cimetière a un plan rectangulaire de 50 m sur 15.

Il est entouré d'un muret de brique.

L'extension a été conçue par Sir Herbert Baker.

## Galerie

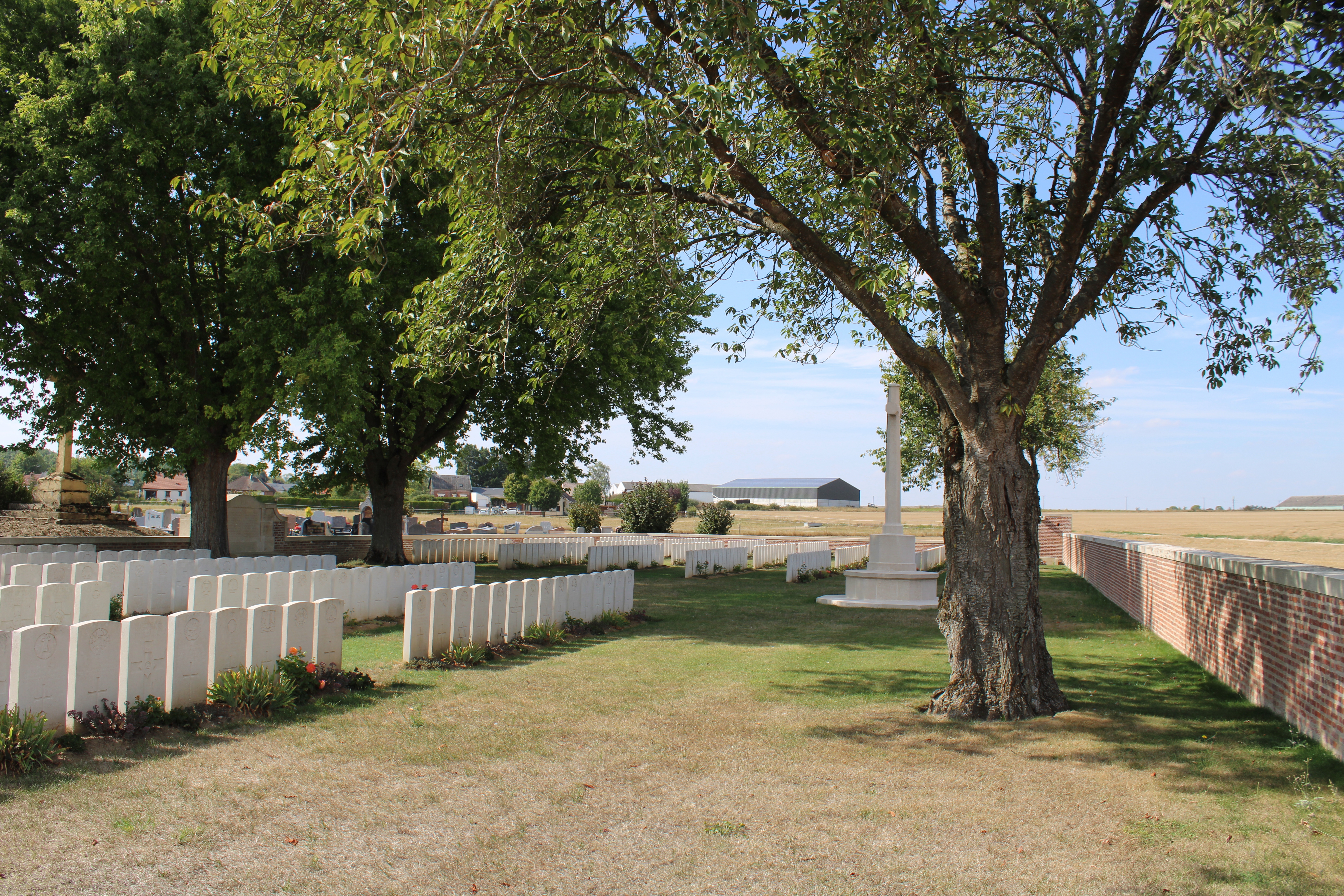
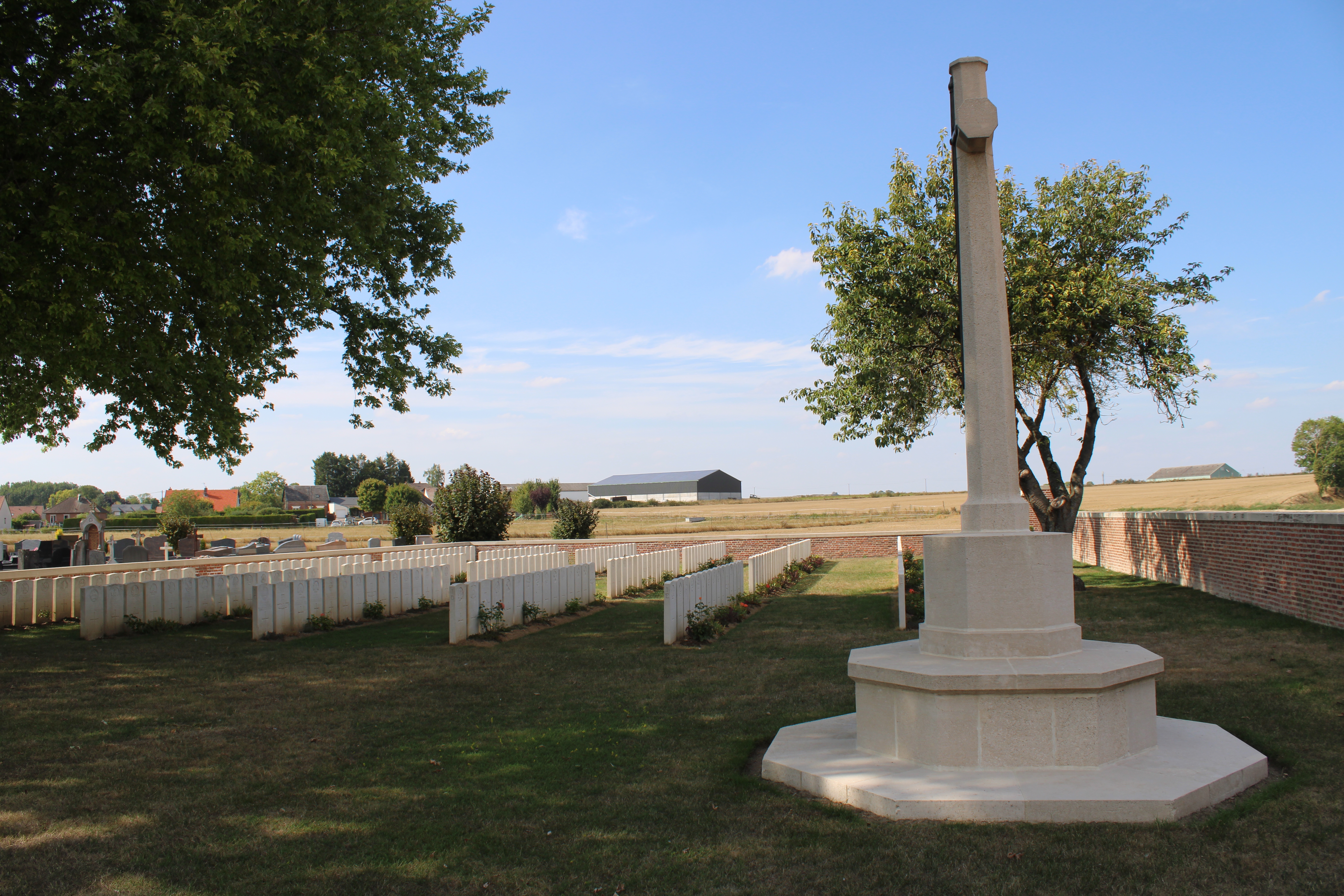
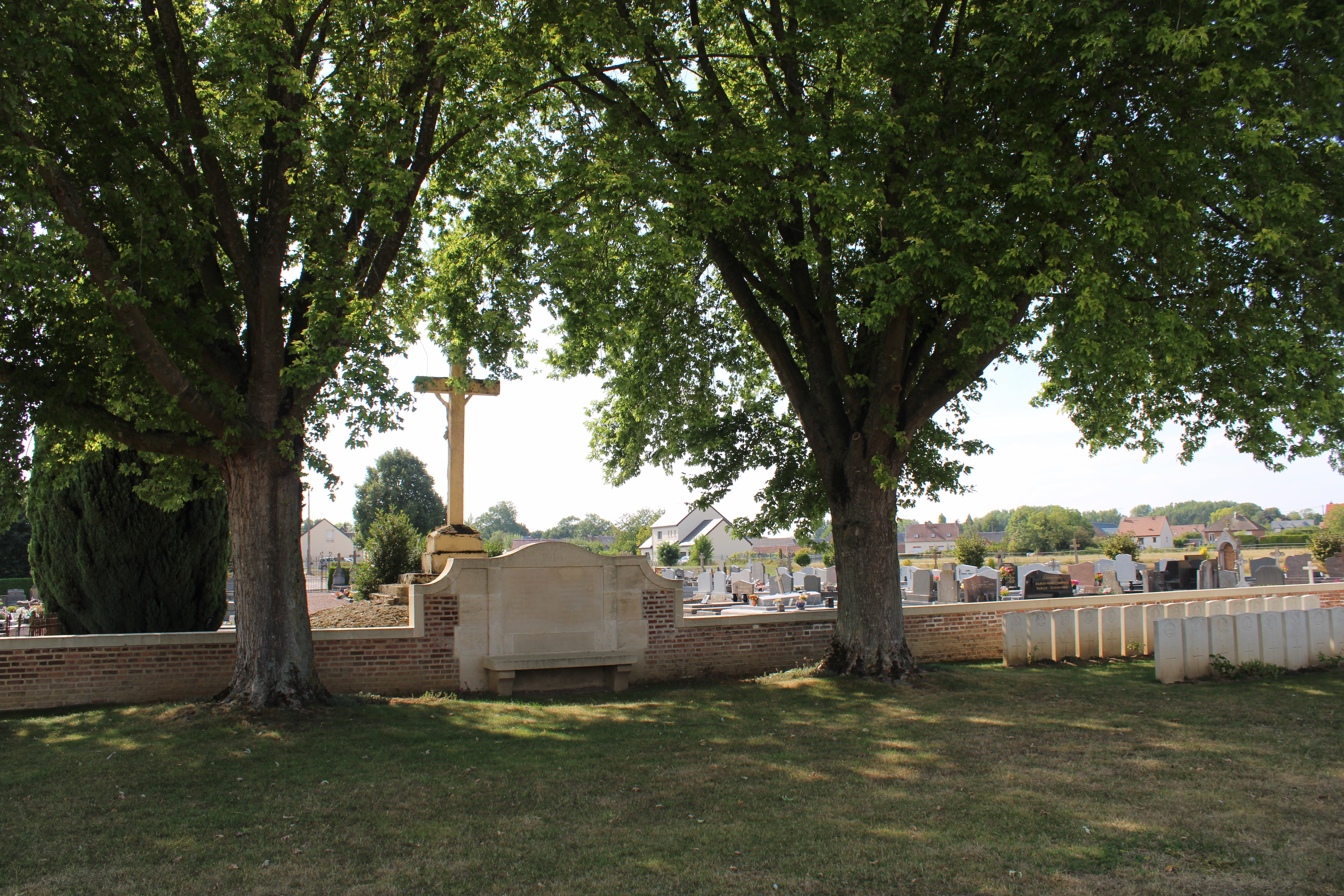
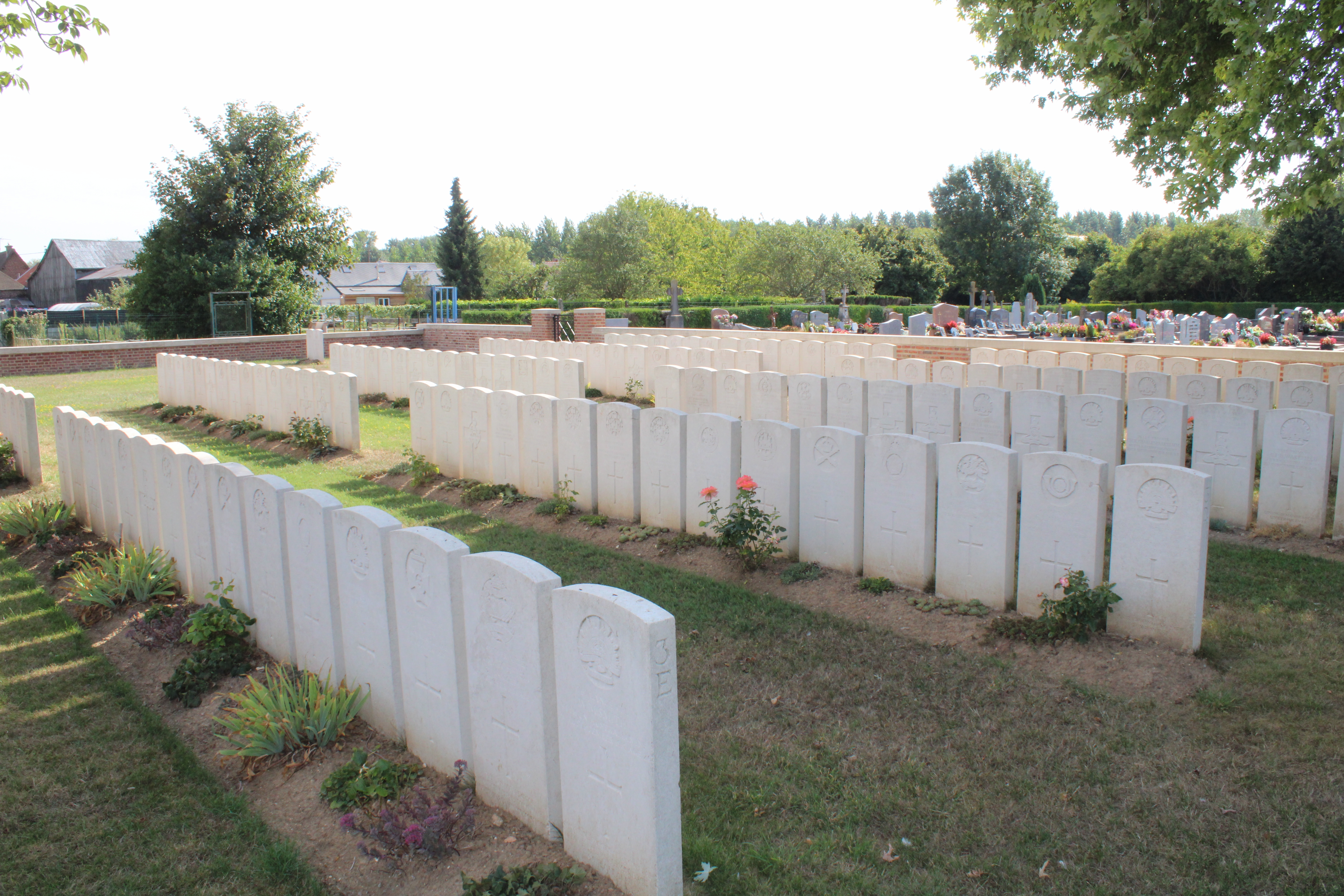
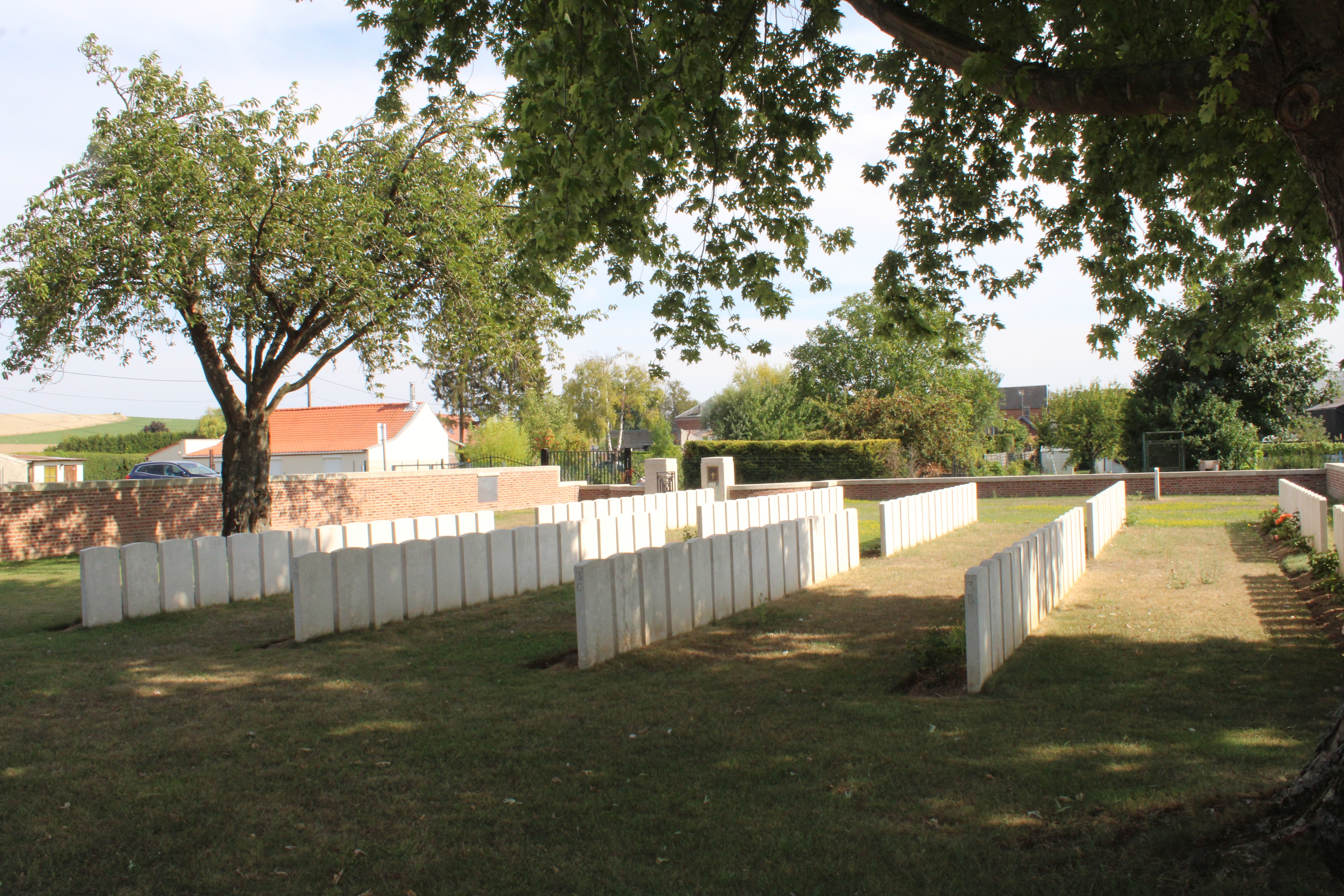
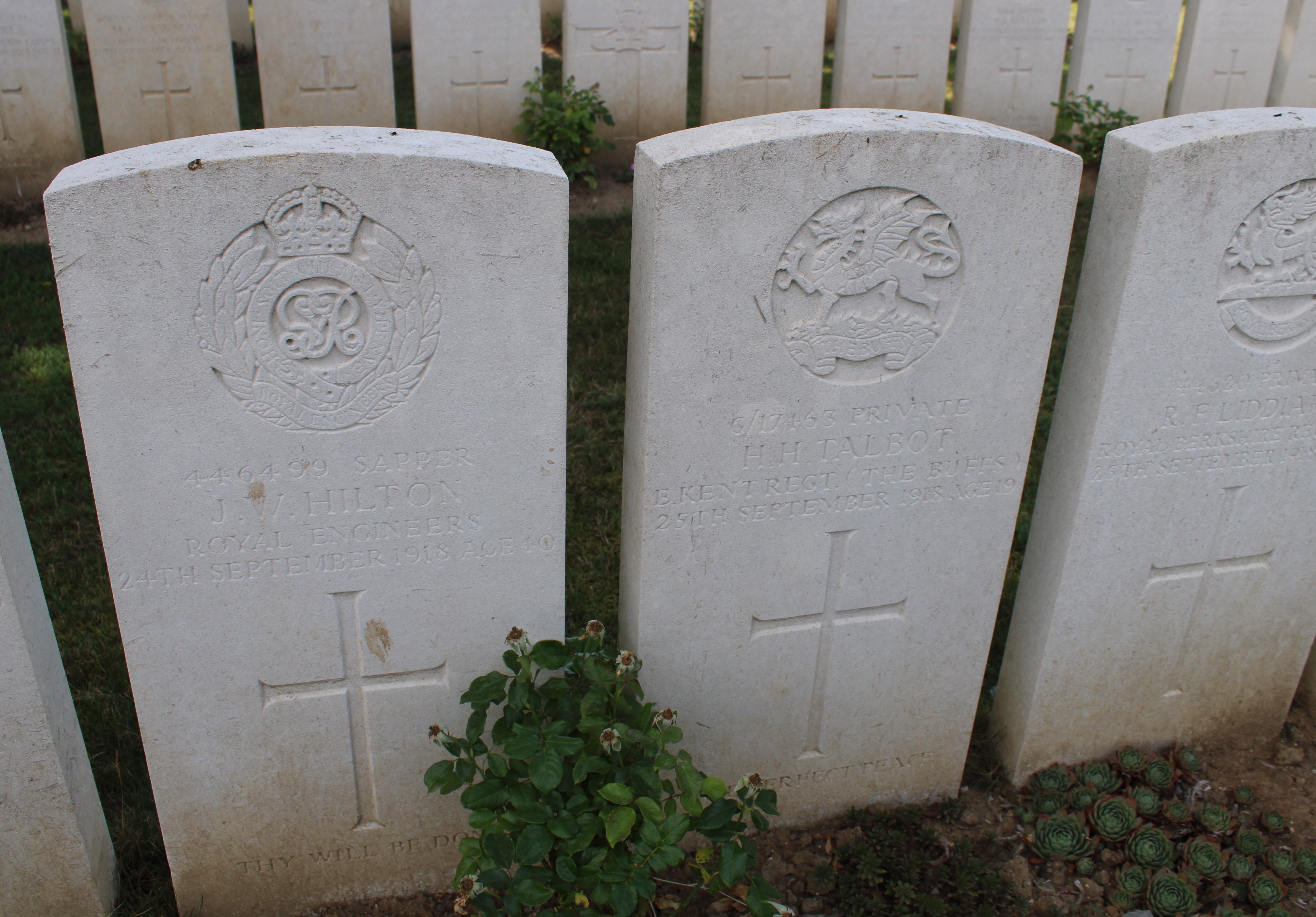

## Sépultures
| Pays           | Sépultures |
| -------------- | ---------- |
| Royaume-Uni    | 345        |
| Australie      | 67         |
| Canada         | 2          |
| Afrique du Sud | 5          |
| Total          | 419        |